# Commissariat de l'air
Le commissariat de l'air est l'ancienne dénomination du service de l'administration générale et des finances (SAGF) de l'armée de l'air française. Depuis le 1er janvier 2010, le SAGF et sa direction centrale sont dissous, leurs attributions étant reprises par le service du commissariat des armées et sa direction centrale.
Si ses lointaines origines, comme pour le service du Commissariat de l'Armée de terre, remontent au roi Jean II le Bon (1351) avec des commissaires des guerres principalement chargés « de la bonne et saine gestion des gens de guerre, du contrôle des comptes et de celui des approvisionnements », ce n'est qu'avec la création d'une armée de l'air (1934) que les intendants de l'armée de terre administrent alors cette nouvelle armée. L'« Intendance de l'air » exerce de 1934 à 1947. Le « commissariat de l'air » et ses commissaires de l'air apparaissent avec la loi du 17 janvier 1942 qui crée le corps des commissaires ordonnateurs de l'air. C'est avec le décret du 23 juin 1947 que naît véritablement le commissariat de l'air, remplaçant définitivement l'expression "intendance " par celui de "commissariat" et créant une "direction centrale du commissariat de l'air ".
Dans le cadre du projet Air 2010, le service du commissariat de l'air (SCA) est devenu le 1er janvier 2008, le service de l'administration générale et des finances de l'armée de l'air (SAGF), sa direction centrale ayant pris le nom de direction centrale du service de l'administration générale et des finances de l'armée de l'air (DCAGF).
Ce service est dès lors dirigé par un commissaire général de division aérienne, du corps des commissaires de l’air, qui est, également, l’adjoint « administration générale et finances » (AAGF) du général major général de l’armée de l’air.
Le SAGF a pour mission de répondre aux besoins des formations et du personnel de l’armée de l’air dans des domaines très variés d'administration et de finances :
- participation à l’élaboration de la réglementation,
- gardien des crédits dévolus à l'armée de l'air,
- passation des contrats et marchés publics,
- gestion administrative et financière des transports par voie aérienne pour l’ensemble du ministère de la défense,
- traitement des droits financiers du personnel, règlement des dommages subis ou causés par l’armée de l’air,
- conseil juridique au commandement,
- audit administratif et financier.

Le SAGF comprend une direction centrale et des organismes extérieurs.
La direction centrale (DCAGF), implantée sur la Cité de l'air - base aérienne 117 Balard à Paris 15e arrondissement, regroupe un bureau et trois sous-directions :  
- le bureau des ressources humaines,
- la sous-direction réglementation,
- la sous-direction finances,
- la sous-direction pilotage, audit, qualité

Le groupement des écoles d'administration de l'armée de l'air et l'école des commissaires de l'air de Salon-de-Provence sont placés sous son autorité.
Les organismes extérieurs sont au nombre de trois :  
- le service d'audit de l'administration et des finances (SAAF),
- le service des droits financiers individuels et des affaires contentieuses (SDFIAC), dont relève le centre des rémunérations et des pensions de l'armée de l'air (CeRPAA),
- le service des finances des formations, des achats et de la comptabilité (SFFAC), dont relèvent le centre air de comptabilité (CAC), la structure centrale d'achat et de mandatement (SCAM), les structures spécialisées d'achat et de mandatement (SSAM) et les structures locales d'achat et de mandatement (SLAM).